# Reindeer Island
Reindeer Island – niezamieszkana wyspa położona w północnej części jeziora Winnipeg w kanadyjskiej prowincji Manitoba, niedaleko zachodniego brzegu jeziora. W maju 1976 roku została ogłoszona pierwszym rezerwatem ekologicznym Manitoby. Wyspa ma 27 kilometrów (17 mil) długości i 7 kilometrów (4,3 mil) szerokości w najszerszym miejscu. Zajmuje powierzchnię 13 680 hektarów.